# Mohrenhausen
Mohrenhausen ist ein Gemeindeteil von Kettershausen, einer Gemeinde im Landkreis Unterallgäu im bayerischen Regierungsbezirk Schwaben.

## Geographie
Das Pfarrdorf liegt nördlich des Hauptortes Kettershausen. Südöstlich des Ortes verläuft die B 300, westlich fließen der Tränkegraben und die Günz, nordwestlich erstreckt sich das rund 44 ha große Naturschutzgebiet Kettershausener Ried.

## Bauwerke

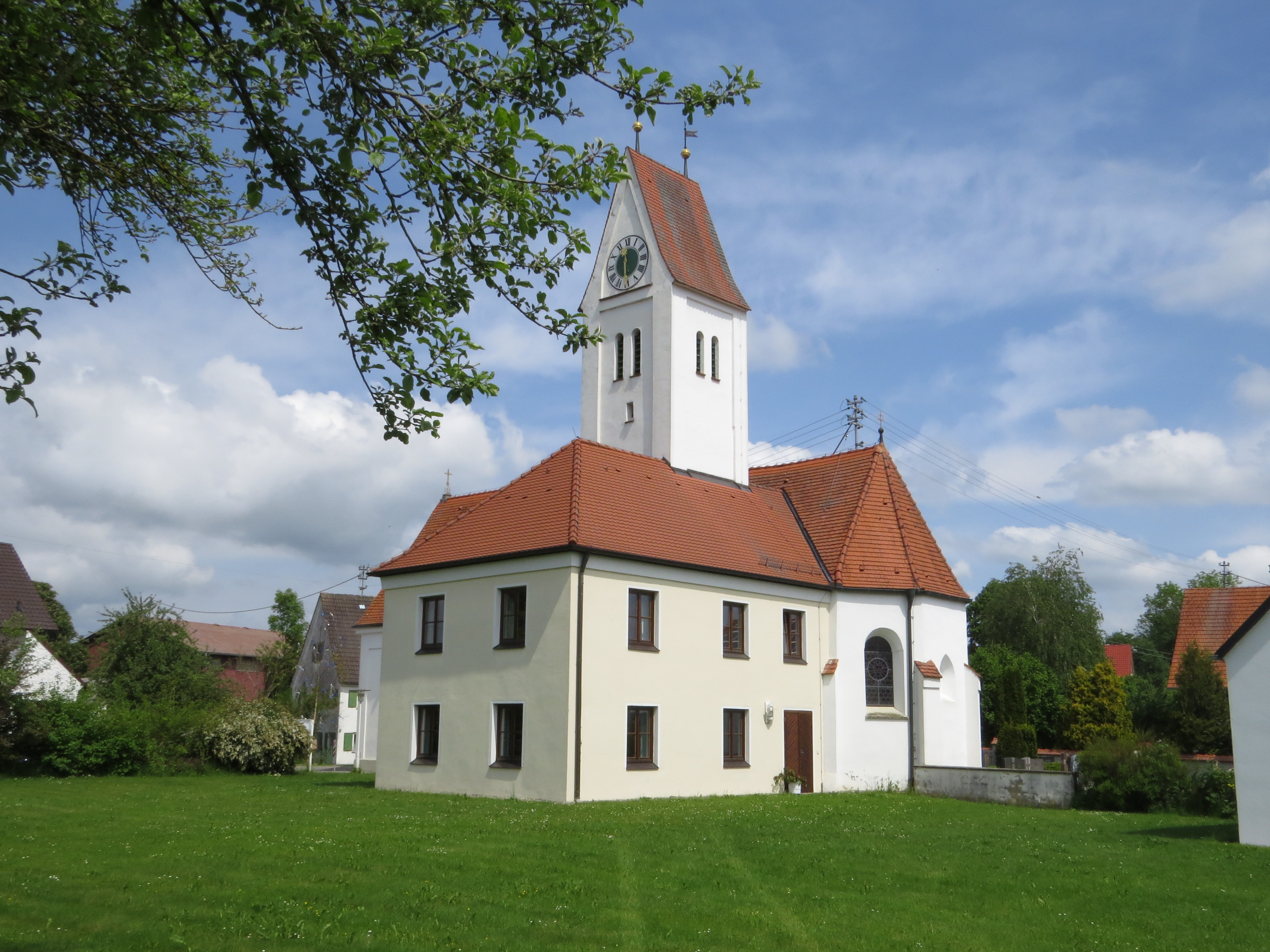
Katholische Pfarrkirche St. Leonhard und Sebastian (2016)

In der Liste der Baudenkmäler in Kettershausen sind für Mohrenhausen fünf Baudenkmale aufgeführt, darunter:
- Die im Kern spätgotische katholische Pfarrkirche St. Leonhard und Sebastian ist ein Saalbau mit flacher Stichkappentonne und eingezogenem Chor und südlichem Satteldachturm. Um 1720/30 wurde die Kirche umgebaut, um 1860 wurde sie erweitert.
- Die katholische Konradskapelle (Am Schloßberg) aus dem Jahr 1935 ist ein kleiner Saalbau mit halbrundem Schluss und Dachreiter.